# سیتروئن سی۵ ایرکراس
سیتروئن سی۵ ایرکراس یک خودروی کامپکت اس‌یووی ساخت شرکت سیتروئن فرانسه است. این خودرو نخستین بار در نمایشگاه خودروی شانگهای رونمایی شد. فروش این خودرو در چین از پائیز سال ۲۰۱۷ آغاز شد. همچنین در اروپا این خودرو در نمایشگاه خودروی ژنو ۲۰۱۸ رونمایی شد و فروش آن از پایان این سال آغاز گردید.

## نگارخانه

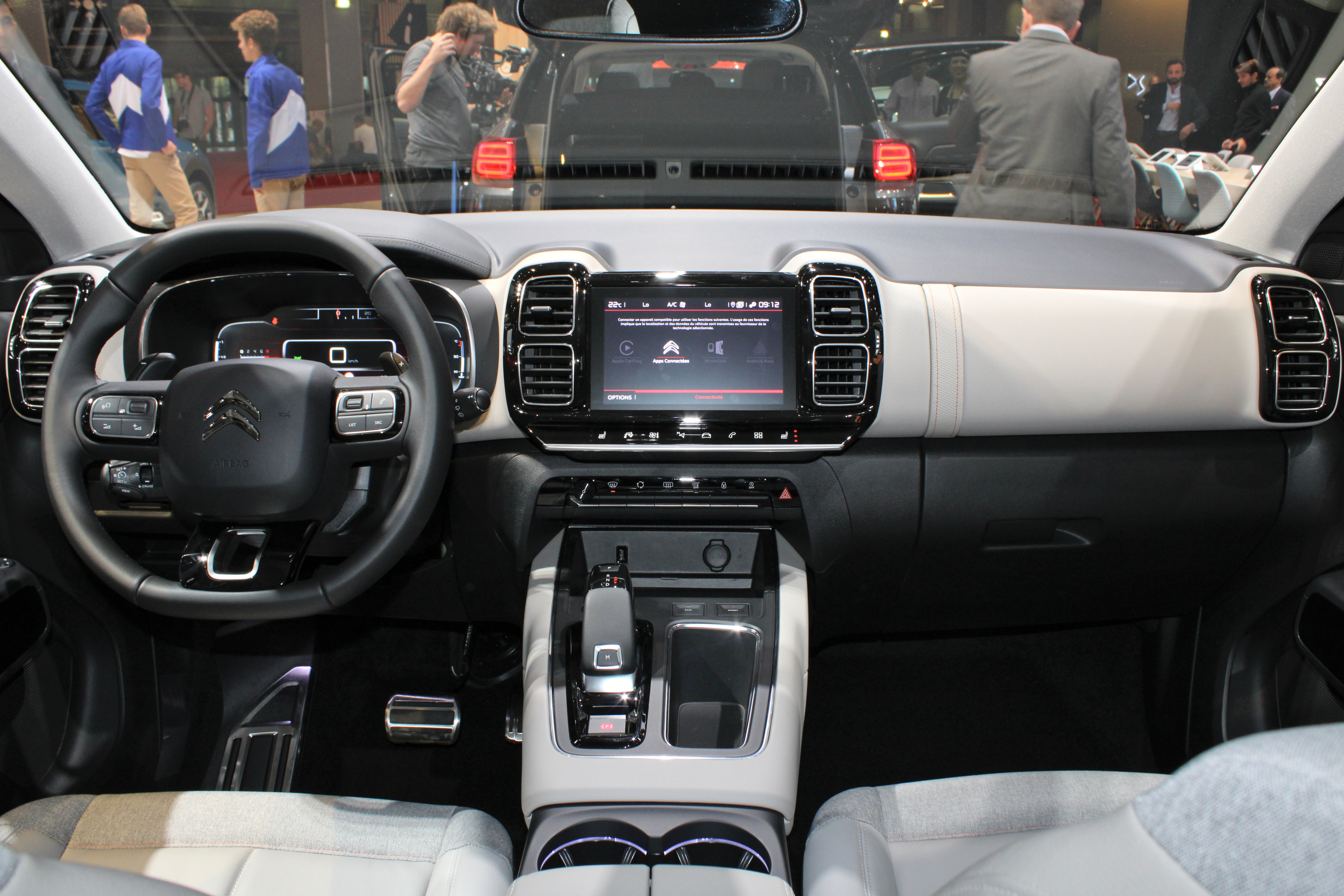
نمای درون خودرو
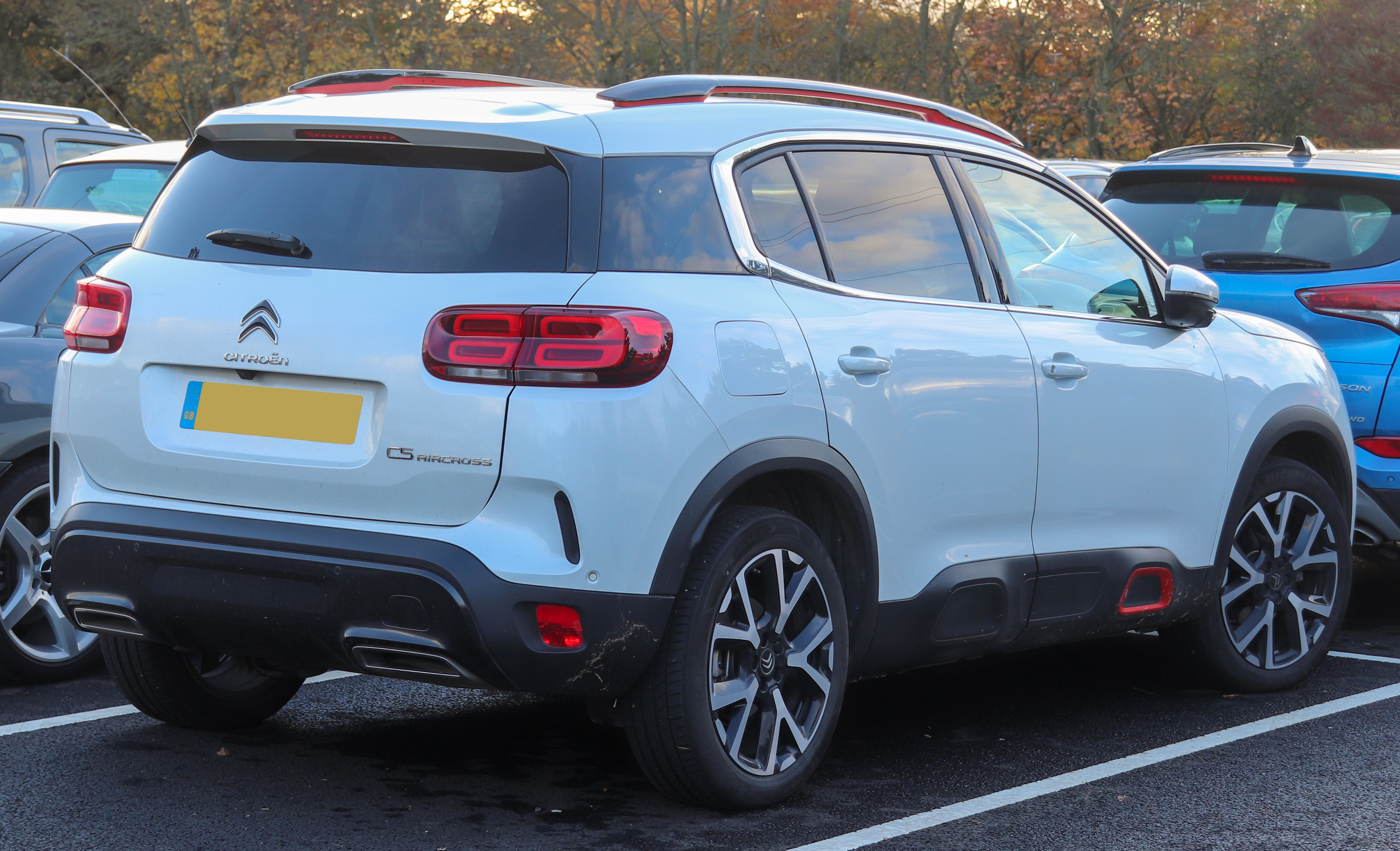
نمای پشت